# Карл Теулов
Карл Теулов (норв. Carl Thaulow, 23 жовтня 1875 — 30 травня 1942) — норвезький яхтсмен.
Олімпійський чемпіон 1912 року в класі 12 метрів.